# Cambior
Cambior Inc. era um empresa canadense que focava na produção de ouro.
Tinha ações na Bolsa de Valores de Toronto (TSX) e American (AMEX) sob o símbolo “CBJ”. 
A companhia atuava em Guiana Francesa, Guiana, Peru e Suriname, na América do Sul, e Mali na África.